# Lijst van voetbalinterlands IJsland - Zwitserland
Deze lijst van voetbalinterlands is een overzicht van alle officiële voetbalwedstrijden tussen de nationale teams van IJsland en Zwitserland. De landen speelden tot op heden acht keer tegen elkaar. De eerste ontmoeting, een kwalificatiewedstrijd voor het Europees kampioenschap voetbal 1980, werd gespeeld in Bern op 22 mei 1979. Het laatste duel, een groepswedstrijd tijdens de UEFA Nations League 2018/19, vond plaats op 15 oktober 2018 in Reykjavik.

## Wedstrijden
| № | Plaats       | Datum            | Competitie                  | Wedstrijd             | Uitslag |
| - | ------------ | ---------------- | --------------------------- | --------------------- | ------- |
| 1 | Bern         | 22 mei 1979      | EK 1980 kwalificatie        | Zwitserland – IJsland | 2 – 0   |
| 2 | Reykjavik    | 9 juni 1979      | EK 1980 kwalificatie        | IJsland – Zwitserland | 1 – 2   |
| 3 | Lausanne     | 16 november 1994 | EK 1996 kwalificatie        | Zwitserland – IJsland | 1 – 0   |
| 4 | Reykjavik    | 16 augustus 1995 | EK 1996 kwalificatie        | IJsland – Zwitserland | 0 – 2   |
| 5 | Reykjavik    | 16 oktober 2012  | WK 2014 kwalificatie        | IJsland − Zwitserland | 0 − 2   |
| 6 | Bern         | 6 september 2013 | WK 2014 kwalificatie        | Zwitserland − IJsland | 4 − 4   |
| 7 | Sankt Gallen | 8 september 2018 | UEFA Nations League 2018/19 | Zwitserland − IJsland | 6 − 0   |
| 8 | Reykjavik    | 15 oktober 2018  | UEFA Nations League 2018/19 | IJsland − Zwitserland | 1 − 2   |

## Samenvatting
| Competitie          | Totaal gespeeld | Winst IJsland | Gelijk | Winst Zwitserland | Doelsaldo IJsland – Zwitserland |
| ------------------- | --------------- | ------------- | ------ | ----------------- | ------------------------------- |
| WK-kwalificatie     | 2               | 0             | 1      | 1                 | 4 − 6                           |
| EK-kwalificatie     | 4               | 0             | 0      | 4                 | 1 − 7                           |
| UEFA Nations League | 2               | 0             | 0      | 2                 | 1 − 8                           |
| Totaal              | 8               | 0             | 1      | 7                 | 6 − 21                          |

## Details

### Eerste ontmoeting
| EK 1980 kwalificatie (Bern, Zwitserland, 22 mei 1979): |       |         |
| Zwitserland | 2 – 0 | IJsland |
| Herbert Hermann 27' Gianpietro Zappa 53' | goals |         |
| - Debuut van Walter Eichenberger (BSC Young Boys) en Gianpietro Zappa (FC Zürich) voor Zwitserland. - Debuut van Ottó Guðmundsson (KR Reykjavík) en Arnór Guðjohnsen (KSC Lokeren) voor IJsland. |       |         |

### Tweede ontmoeting
| EK 1980 kwalificatie (Reykjavík, IJsland, 9 juni 1979):             |       |                                      |
| IJsland                                                             | 1 – 2 | Zwitserland                          |
| Janus Guðlaugsson 50'                                               | goals | 58' Raimondo Ponte 61' Heinz Hermann |
| - Debuut van André Egli (Grasshopper-Club Zürich) voor Zwitserland. |       |                                      |

### Derde ontmoeting
| EK 1996 kwalificatie (Lausanne, Zwitserland, 16 november 1994): |       |         |
| Zwitserland                                                     | 1 – 0 | IJsland |
| Thomas Bickel 44'                                               | goals |         |

### Vierde ontmoeting
| EK 1996 kwalificatie (Reykjavík, IJsland, 16 augustus 1995): |       |                                                   |
| IJsland                                                      | 0 – 2 | Zwitserland                                       |
|                                                              | goals | 4' (e.d.) Ólafur Adolfsson 18' Kubilay Türkyilmaz |

### Vijfde ontmoeting
| WK 2014 kwalificatie (Reykjavik, IJsland, 16 oktober 2012): |       |                                              |
| IJsland                                                     | 0 – 2 | Zwitserland                                  |
|                                                             | goals | 66' Tranquillo Barnetta 79' Mario Gavranović |

### Zesde ontmoeting
| WK 2014 kwalificatie (Bern, Zwitserland, 6 september 2013):                                   |       |                                                                                               |
| Zwitserland                                                                                   | 4 – 4 | IJsland                                                                                       |
| Stephan Lichtsteiner 15' Fabian Schär 27' Stephan Lichtsteiner 30' Blerim Džemaili 54' (pen.) | goals | 3' Jóhann Guðmundsson 56' Kolbeinn Sigþórsson 68' Jóhann Guðmundsson 90+1' Jóhann Guðmundsson |

KSÍ · A-internationals · Bondscoaches · Statistieken · IJslands vrouwenelftal · Olympisch elftal · IJsland U21 · IJsland U20 · IJsland U19 · IJsland U18 · IJsland U17 · IJsland U16 · Vrouwen U17
1946 – 1949 · 1950 – 1959 · 1960 – 1969 · 1970 – 1979 · 1980 – 1989 · 1990 – 1999 · 2000 – 2009 · 2010 – 2019 · 2020 − 2029
EK 2016
WK 2018
1946 · 1947 · 1948 · 1949 · 1950 · 1951 · 1952 · 1953 · 1954 · 1955 · 1956 · 1957 · 1958 · 1959 · 1960 · 1961 · 1962 · 1963 · 1964 · 1965 · 1966 · 1967 · 1968 · 1969 · 1970 · 1971 · 1972 · 1973 · 1974 · 1975 · 1976 · 1977 · 1978 · 1979 · 1980 · 1981 · 1982 · 1983 · 1984 · 1985 · 1986 · 1987 · 1988 · 1989 · 1990 · 1991 · 1992 · 1993 · 1994 · 1995 · 1996 · 1997 · 1998 · 1999 · 2000 · 2001 · 2002 · 2003 · 2004 · 2005 · 2006 · 2007 · 2008 · 2009 · 2010 · 2011 · 2012 · 2013 · 2014 · 2015 · 2016 · 2017 · 2018 · 2019 · 2020 · 2021 · 2022 · 2023 · 2024
Albanië ·
Andorra ·
Argentinië ·
Armenië ·
Azerbeidzjan ·
Bahrein ·
België ·
Bermuda ·
Bolivia ·
Bosnië en Herzegovina ·
Brazilië ·
Bulgarije ·
Canada ·
Chili ·
China ·
Cyprus ·
Denemarken ·
DDR ·
Duitsland ·
El Salvador ·
Engeland ·
Estland ·
Faeröer ·
Finland ·
Frankrijk ·
Georgië ·
Ghana ·
Griekenland ·
Guatemala ·
Honduras ·
Hongarije ·
Ierland ·
India ·
Iran ·
Israël ·
Italië ·
Japan ·
Kazachstan ·
Koeweit ·
Kosovo ·
Kroatië ·
Letland ·
Liechtenstein ·
Litouwen ·
Luxemburg ·
Malta ·
Mexico ·
Moldavië ·
Montenegro ·
Nederland ·
Nigeria ·
Noord-Ierland ·
Noord-Macedonië ·
Noorwegen ·
Oeganda ·
Oekraïne ·
Oostenrijk ·
Peru · 
Polen ·
Portugal ·
Qatar ·
Roemenië ·
Rusland ·
San Marino ·
Saoedi-Arabië ·
Schotland ·
Slovenië ·
Slowakije ·
Sovjet-Unie ·
Spanje ·
Trinidad en Tobago ·
Tsjechië ·
Tsjecho-Slowakije ·
Tunesië ·
Turkije ·
Venezuela ·
Verenigde Arabische Emiraten ·
Verenigde Staten ·
Wales ·
Wit-Rusland ·
Zuid-Afrika ·
Zuid-Korea ·
Zweden ·
Zwitserland
Argentinië (2018) ·
Engeland (2016) · 
Hongarije (2016) ·
Kroatië (2018) ·
Nigeria (2018) · 
Portugal (2016)
SFV · A-internationals · Selecties · Bondscoaches · Zwitsers vrouwenelftal · Olympisch elftal · Zwitserland U21 · Zwitserland U19 · Zwitserland U18 · Zwitserland U17 · Zwitserland U16 · Vrouwen U17
1905 – 1919 · 
1920 – 1929 · 
1930 – 1939 · 
1940 – 1949 · 
1950 – 1959 · 
1960 – 1969 · 
1970 – 1979 · 
1980 – 1989 · 
1990 – 1999 · 
2000 – 2009 · 
2010 – 2019 · 
2020 – 2029
EK's: 1996 · 
2004 · 
2008 · 
2016 · 
2020 · 
2024
WK's: 1934 · 
1938 · 
1950 · 
1954 · 
1962 · 
1966 · 
1994 · 
2006 · 
2010 · 
2014 · 
2018 · 
2022
OS: 1924 · 
1928 · 
2012
1905 · 
1906 · 1907 · 
1908 · 
1909 · 
1910 · 
1911 · 
1912 · 
1913 · 
1914 · 
1915 · 
1916 · 
1917 · 
1918 · 
1919 · 
1920 · 
1921 · 
1922 · 
1923 · 
1924 · 
1925 · 
1926 · 
1927 · 
1928 · 
1929 · 
1930 · 
1931 · 
1932 · 
1933 · 
1934 · 
1935 · 
1936 · 
1937 · 
1938 · 
1939 · 
1940 · 
1941 · 
1942 · 
1943 · 
1944 · 
1945 · 
1946 · 
1947 · 
1948 · 
1949 · 
1950 · 
1952 ·
1952 · 
1953 · 
1954 · 
1955 · 
1956 · 
1957 · 
1958 · 
1959 · 
1960 · 
1961 · 
1962 · 
1963 · 
1964 · 
1965 · 
1966 · 
1967 · 
1968 · 
1969 · 
1970 · 
1971 · 
1972 · 
1973 · 
1974 · 
1975 · 
1976 · 
1977 ·
1978 · 
1979 · 
1980 · 
1981 · 
1982 · 
1983 · 
1984 · 
1985 · 
1986 · 
1987 · 
1988 · 
1989 · 
1990 ·
1991 · 
1992 · 
1993 · 
1994 ·
1995 · 
1996 · 
1997 · 
1998 · 
1999 · 
2000 · 
2001 · 
2002 · 
2003 · 
2004 · 
2005 · 
2006 · 
2007 · 
2008 · 
2009 · 
2010 · 
2011 · 
2012 · 
2013 ·
2014 ·
2015 ·
2016 ·
2017 ·
2018 ·
2019 ·
2020 ·
2021 ·
2022
Albanië ·
Algerije · 
Andorra · 
Argentinië ·
Australië ·
Azerbeidzjan ·
België ·
Bolivia ·
Bosnië en Herzegovina ·
Brazilië ·
Bulgarije ·
Canada ·
Chili ·
China ·
Colombia ·
Costa Rica ·
Cyprus ·
Denemarken ·
DDR ·
Duitsland ·
Ecuador ·
Egypte ·
Engeland · 
Estland ·
Faeröer ·
Finland ·
Frankrijk ·
Georgië ·
Ghana ·
Gibraltar ·
Griekenland ·
Honduras ·
Hongarije ·
Hongkong ·
Ierland ·
IJsland ·
Israël ·
Italië ·
Ivoorkust ·
Jamaica ·
Japan ·
Joegoslavië ·
Kameroen ·
Kenia ·
Kosovo ·
Kroatië ·
Letland ·
Liechtenstein ·
Litouwen ·
Luxemburg ·
Malta ·
Marokko ·
Mexico ·
Moldavië ·
Montenegro ·
Nederland ·
Nigeria ·
Noord-Ierland ·
Noorwegen ·
Oekraïne ·
Oman ·
Oostenrijk ·
Panama ·
Peru ·
Polen ·
Portugal ·
Qatar ·
Roemenië ·
Rusland ·
Saarland ·
San Marino ·
Schotland ·
Servië ·
Slovenië ·
Slowakije ·
Sovjet-Unie · 
Spanje ·
Togo ·
Tsjechië ·
Tsjecho-Slowakije ·
Tunesië ·
Turkije ·
Uruguay ·
Venezuela ·
VA Emiraten ·
Verenigde Staten ·
Wales ·
Wit-Rusland ·
Zimbabwe ·
Zuid-Korea ·
Zweden
Albanië (2016) ·
Argentinië (2014) ·
Brazilië (2018) ·
Chili (2010) ·
Costa Rica (2018) ·
Ecuador (2014) ·
Frankrijk (2006) ·
Frankrijk (2014) ·
Frankrijk (2016) ·
Frankrijk (2021) ·
Honduras (2010) · 
Honduras (2014) · 
Italië (2021) · 
Oekraïne (2006) ·
Portugal (2008)  · 
Portugal (2022) · 
Roemenië (2016) · 
Servië (2018) ·
Spanje (2010) ·
Spanje (2021) ·
Togo (2006) ·
Tsjechië (2008) ·
Turkije (2008) ·
Turkije (2021) ·
Wales (2021) ·
Zuid-Korea (2006) ·
Zweden (2018)